# Theodor Thierfelder
Theodor Thierfelder (Meissen, 10 dicembre 1824 – Rostock, 7 marzo 1904) è stato un medico e docente tedesco, ricordato per i suoi contributi alla ricerca sula Fieberkurve (curva di temperatura) della febbre tifoide.
Nel 1848 conseguì il dottorato in medicina all'Università di Lipsia, dove nel 1851 divenne membro dello staff medico, e assistente di Carl Reinhold August Wunderlich (1815-1877). Nel 1855 fu nominato professore associato all'Università di Rostock dove dal 1856 al 1901 fu professore (anatomia patologica fino al 1866 e medicina interna in seguito).
Nel 1860 fu nominato Obermedizinalrat e divenne membro della "commissione medica granducale".
Fu genero del filologo classico Franz Volkmar Fritzsche (1806-1887), e fratello del patologo Albert Thierfelder (1842-1908), che era anche professore all'Università di Rostock.